# Oraesia stupenda
Oraesia stupenda là một loài bướm đêm trong họ Noctuidae.